# NGC 7314
NGC 7314 és una galàxia espiral situada a la constel·lació del Peix Austral. És una galàxia Seyfert (activa).
Pot ser vista per petits telescopis.